# 6674 Cézanne
6674 Cézanne là một tiểu hành tinh vành đai chính với chu kỳ quỹ đạo là 1408.1632318 ngày (3.86 năm). It có vận tốc quỹ đạo trung bình là 18.99659847 km/s.
Nó được phát hiện ngày 26 tháng 3 năm 1971 ở Đài thiên văn Palomar.